# Where the Action Is
| Recensione | Giudizio |
| ---------- | -------- |
| AllMusic   |          |

Where the Action Is è un album del cantante pop statunitense Steve Alaimo, tratto dall'omonimo spettacolo televisivo in onda in quel periodo sulla rete ABC TV, pubblicato dalla ABC-Paramount Records nel dicembre del 1965.

## Tracce

### LP
(1965, ABC-Paramount Records, ABC-531/ABCS-531)
Lato A
1. Where the Action Is – 1:27 (Tommy Boyce, Steve Venet)
2. Hitch Hike – 2:05 (Marvin Gaye, William Stevenson, Clarence Paul)
3. Don't Let Go – 2:23 (Jesse Stone)
4. Long Tall Sally – 1:55 (Enotris Johnson, Robert Blackwelll, Richard Penniman)
5. Sweet Little Sixteen – 2:15 (Chuck Berry)
6. 500 Miles – 1:45 (Hedy West)

Durata totale: 11:50
Lato B
1. Papa's Got a Brand New Bag – 2:00 (James Brown)
2. Personality – 2:17 (Harold Logan, Lloyd Price)
3. Blowin' in the Wind – 2:37 (Bob Dylan)
4. All Around the World – 2:11 (Titus Turner)
5. Mr. Pitiful – 2:07 (Otis Redding, Steve Cropper)
6. Talkin' 'Bout You – 3:55 (Ray Charles)

Durata totale: 15:07

## Musicisti
- Steve Alaimo – voce
- Altri musicisti non accreditati

### Produzione
- Dick Clark – note retrocopertina album originale